# Banovine u Kraljevini Jugoslaviji
Od 1929. godine kraljevina Jugoslavija je bila podjeljena u devet banovina. Granice su namjerno bile drukčije od etničkih granica. Glavni grad Kraljevine Jugoslavije, Beograd, nije pripadao nijednoj banovini. 1939. godine, kao rezultat sporazuma Cvetković-Maček spajanjem Savske i Primorske banovine stvorena je Banovina Hrvatska.
1. Dravska banovina (Ljubljana)
2. Savska banovina (Zagreb)
3. Vrbaska banovina (Banja Luka)
4. Primorska banovina (Split)
5. Drinska banovina (Sarajevo)
6. Zetska banovina (Cetinje)
7. Dunavska banovina (Novi Sad)
8. Moravska banovina (Niš)
9. Vardarska banovina (Skoplje)

Banovine je odlučio osnovati kralj Aleksandar Karađorđević, nakon što je u siječnju 1929. godine bio ukinuo ustav i uveo vlastitu Šestosiječanjsku diktaturu.  Zakonom o nazivu i podjeli Kraljevine na upravna područja od 3. listopada 1929. kralj je osim osnivanja 9 banovina preimenovao dotadašnju Kraljevinu Srba, Hrvata i Slovenaca u Kraljevinu Jugoslaviju.
1939. godine je između hrvatskih i srbijanskih vođa Sporazumom Cvetković-Maček odlučeno da će se od Primorske i Savske banovine, te dijelova Zetske banovine (kotar Dubrovnik), Dunavske (kotarevi Šid i Ilok), te Drinske Banovine (kotarevi Brčko, Gradačac, Derventa, Travnik i Fojnica)  osnovati Banovina Hrvatska, koja će imati veće ovlasti od onih koje su do tada imale banovine - između ostalih i vlastitu žandarmeriju Banovine Hrvatske. Ovlasti i područje Banovine Hrvatske uređeni su Uredbom o Banovini Hrvatskoj od 26. kolovoza 1939. godine.
Predsjednik jugoslavenske vlade Dragiše Cvetkovića je namjeravao Jugoslaviju - podijeliti na slovenski (Dravska banovina), hrvatski (Banovina Hrvatska) i najveći srpski dio, koji bi pod nazivom "Srpska Zemlja" obuhvaćao područje preostalih 6 banovina. Međutim u srpskoj političkoj javnosti nije postojala suglasnost o granicama između Banovine Hrvatske i "Srpske Zemlje", pa do raspada Kraljevine Jugoslavije u Travanjskom ratu 1941. god. nije došlo do služb
Raspadom Kraljevine Jugoslavije za Travanjskog rata 1941. godine, sve su banovine prestale postojati.